# 真夜中のテレフォン・コール
「真夜中のテレフォン・コール」（まよなかのテレフォン・コール）は、日本のロックミュージシャンである柳ジョージが、1984年9月10日にワーナー・パイオニア / Atlantic Recordからリリースした5枚目のシングルである。

## 解説
同年に発売されたアルバム『全ての夏をこの一日に…』からのシングルカット作品で、NISSAN『SILVIA 1800 TURBO FISCO』のCMイメージソングに起用された。

## 収録曲
| #         | タイトル                       | 作詞           | 作曲       | 編曲             | 時間  |
| --------- | ------------------------------ | -------------- | ---------- | ---------------- | ----- |
| 1.        | 「真夜中のテレフォン・コール」 | トシ・スミカワ | 柳ジョージ | THE BAND OF NITE | 5:32  |
| 2.        | 「ホテル・デ・バン」           | 東海林良       | 近藤敬三   | 近藤敬三         | 5:12  |
| 合計時間: | 合計時間:                      | 合計時間:      | 合計時間:  | 合計時間:        | 10:44 |